# Martial Raysse
Martial Raysse es un pintor, escultor y realizador francés nacido el 12 de febrero de 1936 en Golfe-Juan (Alpes Marítimos). Vive y trabaja a Issigeac (Dordoña).

## Biografía
Hijo de un artesano ceramista de Vallauris, Martial Raysse comenzó a pintar y a escribir poemas en 1948. Tras sus estudios de secundaria, practicó el atletismo a un gran nivel, antes de volcarse hacia la pintura. 

## Trayectoria
Comenzó por realizar ensamblajes de detritus y de objetos diversos presentados en cajas de plexiglas. En 1958, participa en una exposición de grupo, con presencia de Jean Cocteau. Con el tiempo, se convierte en uno de los pintores abstractos más importantes de la Costa Azul y sus obras alcanzan una elevada consideración.
Fascinado por la belleza que pueden llegar a generar los plásticos, recorre las tiendas populares de consumo para encontrar aquello que desarrolle su concepto y pueda expresar en objetos nuevos de plástico su visión de la nueva sociedad de consumo. El éxito es inminente: antes abrir su exposición de Milán en 1961, sus obras en plástico han sido vendidas a coleccionistas.
Pasa una temporada en Estados Unidos y se acerca Arte pop estadounidense, formando parte, desde su fundación en 1960, del movimiento de los Nuevos Realistas. Raysse es definido entonces como un peintre de la vie moderne.
Desde 1965, el Stedelijk Museum de Ámsterdam le consagra una exposición retrospectiva. El año siguiente, realiza con Niki de Saint Phalle y Jean Tinguely los decorados de un ballet de Roland Petit. En la Biennal de Venecia de 1966, obtiene el premio David Bright, reservado a los artistas menores de cuarenta y cinco años.
Los acontecimientos de mayo de 1968 conducen al artista a una reflexión profunda sobre la naturaleza de la obra de arte, y denuncia ante todo la mercantilización. Hacia 1970, Raysse protagoniza una verdadera revolución estética, única en la historia del arte del siglo XX, y que se puede unir a la del pintor francés Jean Hélion. Se consagra al cine y rueda Camembert extra-doux (1969) y un largometraje, Le grand départ, en 1970, con un título profético.
La estética que pone progresivamente ubica a marchar de 1972 es en total ruptura con las œuvres pop del periodo precedente. Raysse consagrar sobre todo a la práctica del dibujo según naturaleza (seria Un jardín al borde de Marne), y reanuda con los géneros tradicionales de la pintura en los años 1970-1980 (serias Loco Bello en 1975, Spelunca en 1977 y La Pequeña Casa en la prairie en 1980 sobre todo). 
Simultáneamente, emprende un trabajo de escultor, en un primer momento con ayuda de materiales pobres (papel masticado, pasta de piedra, papel kraft) después a más grande escalera, teniendo recurso a la técnica tradicional del deshielo en bronce a cera perdida.
En favor de numerosos encargos públicas, y bajo el impulso del alcalde de Nimes Jean Bousquet que quiere aliar pasado y modernisme, realiza en los años 1980 dos fuentes en Nimes. La primera, de 1987, se instala cerca del mercado y se inspira en un cocodrilo de la heráldica de Nimes. En 1989, él redessine íntegramente el lugar de Assas y erige dos fontaines monumentales con las estatuas de Némausus y Némausa, los fundadores de la ciudad de Nimes. Más tarde, crea los mosaicos de París, lugar de Iéna, para los métopes del edificio del Consejo económico y social construido por Auguste Perret.
Una de entidad retrospectiva de su obra (pintura, escultura y cine) tiene lugar en 1992 en la Galería nacional del Juego de Palma en París. En 1997, el Centro Georges-Pompidou exponga cuarenta años laborales gráfico. Una exposición tiene lugar en China del 24 de octubre al 12 de noviembre de 2000 al Instituto central de los Bellas Artes de Pekín. El Centro Georges-Pompidou organiza una retrospectiva de su obra en París en 2014.

## Estética
A lo largo de 1959, Martial Raysse utiliza todo tipo de materiales y de técnicas: plástico, plexiglás, neón, espejos, pintura, luces artificiales, objetos, fotografías, fotocopias, recortes, montajes. Prefiere sin embargo utilizar objetos nuevos y no de recuperación, contra las demás artistas nuevos realistas.
Su serie de cuadros-objeto pone en escena la imagen a la vez sensual y artificial, dulce y fría de la sociedad de consumo, en particular de la modelo de los años 1960, una Venus moderna ajada y de colores vulgares. En sus obras, los colores violentos son proyectados al vapor y juegan sobre las caras femeninas rojos intensos, verdes ácidos, violetas, azules. 
En 1962, Raysse introducirá el néon en sus telas para subrayar ciertas formas, la boca, los ojos. Referencia vacía (ayuda).Es el color vivante, un color por delà el color. » El artista adopta un paso de reducción de los medios plásticos y de simplificación de la representación al finalizar los años 1960. Utiliza todas las técnicas de producción de las imágenes, sobre todo la fotografía y la sérigraphie. La representación de las formas es simplificada progresivamente y se reduce a siluetas de una cabeza con hombros, recortadas en la goleada, del papel, del tejido para dar nacimiento a formas en libertad cercana de la Arte Povera.
De 1963 a 1965, realiza una serie que titula irónicamente Made in Japan. Este conjunto comporta una quincena de obras cuyo objetivo es recrear cuadros célebres, principalmente de Ingres, con el que Raysse dialoga libremente. La versión según La Grande Odalisque, conservada por el museo nacional de Arte moderno, es un ejemplo emblemático. De estético pop, retoma una parte de la tela de Ingres. El œuvre es marouflée sobre tela después repeinte con colores vivos que recuerdan aquellas de los carteles publicitarios (rojo, verde fluo…). Raysse añade del vaso pilé y una mosca, elementos que pretenden criticar las pretensiones mimétiques e illusionnistes de la pintura tradicional.
Retener igualmente en la misma óptica laboral la tela Soudain l'été dernier de 1963 o la escultura America America (1964, París, museo nacional de Arte moderno), donde la utilización del néon como cliché que despide al universo de la publicidad es entonces sin duda característica del discurso del artista. 
Raysse ejecutó una tela con ocasión de su retrospectiva parisiense de 1992 a la Galería nacional del Juego de Palma, El Carnaval en Périgueux, una composición a las tiñes sourdes y acidulées pintada a la détrempe sobre tela, la técnica de predilección de la artista. Un desfile de personajes enmascarados despliega a la manera de las rices antiguas (se opina por ejemplo a la riza de las Panathénées o todavía a los frescos de La Villa de los Misterios a Pompeya).
En 2001, Raysse realiza sus primeras vidrieras, en colaboración con el taller de Jean-Dominique Fleury a Toulouse, para la iglesia Notre-Dame del Arco de Alianza en París, concebida por Arquitectura-studio. Los colores vivos de los dos carteles que se hacen cara de 25 m² cada uno, sobre los temas de la Visitación y de David que baila ante el Arco, atestiguan de una cierta continuidad con la œuvre pop de sus comienzos.
Raysse ha realizado varias películas, cuyas un largometraje, La gran Salida en 1972, de las canchas métrages, de los vídeos autónomos o en el marco de instalaciones. En 2005, realiza la fachada al néon de un cine multiplexe parisiense.
Martial Raysse está representado por la galería Kamel Mennour de París.

## Obras
- 1962 : À la plage y Miroir aux houppettes
- 1963 : Allons nous-en!
- Pot et fleur, potence métallique et néon, 260 × 140 × 80 cm, en el museo de arte de Toulon
- Soudain l'été dernier
- 1964 : America America, París, museo nacional de Arte moderno
- 1964 : Nissa Bella, en el museo de arte moderno y de arte contemporáneo de Niza
- 1964 : Made in Japan (La grande odalisque), París, museo nacional de arte moderno
- 1965 : High Voltaje Picture, Ámsterdam, Stedelijk Museum
- 1967 : Elementos de vocabulario, néon sobre socle de bosque y bajo polyméthacrylate, 51 × 50 × 63 cm, al museo de arte de Toulon
- 1967 : L'œil
- Bel été concentré, Aquisgrán, Suermondt-Ludwig-Museum

## Recepción crítica
- «Martial Raysse ha trabajado siempre en Niza, de donde viene. Su única obsesión es Niza. Lo que constituye la prueba de que el Nuevo Realismo puede tomar muestra de la realidad. Un claro ejemplo de arte que quiere un acto de conducta. El efecto es muy saludable en relación a la pintura-pintura. Es una proposición de aire puro […] » (Pierre Restany, 1961[8])

## Mercado del arte
- El 31 de mayo de 2011 Sotheby's ha vendido en París, Sin título, 1964 para 1,74 M €, un récord a las pujas para una œuvre de la artista presentada en Francia.
- En 2014, uno de sus retratos de 1960 ha sido adjudicado por 4,8 millones de euros en Londres.[9]